# Дюсекеев, Мукан Естаевич
Мукан Естаевич Дюсекеев (каз. Мұқан Естайұлы Дүйсекеев; 25.01.1957, Павлодарская область, КазССР), представитель высшего командования Вооружённых сил Республики Казахстан. Заместитель председателя Комитета начальников штабов Министерства обороны Республики Казахстан (2009—2018), генерал-майор (2008).

## Биография
Родился 25 января 1957 года в Павлодарской области Казахской ССР.
В 1974 году поступил на обучение в Алма-Атинское высшее общевойсковое командное училище (АВОКУ)
В 1978 году — окончил АВОКУ и начал службу командиром мотострелкового взвода в 68-й мсд САВО.
В 1980 году старший лейтенант Дюсекеев написал рапорт о своем желании выполнить интернациональный долг в Афганистане. По решению командования САВО он был зачислен в штат вновь формируемого под руководством Керимбаева Бориса 177-го отдельного отряда специального назначения (177-го ооспн или 2-й Мусульманский батальон) на базе 22-й отдельной бригады специального назначения, дислоцированного в г.Капчагай Алматинской области Казахской ССР.
С конца октября 1981 года по март 1983 года Дюсекеев выполнял обязанности командира группы 3-й разведывательно-десантной роты специального назначения 177-го ооспн а после и командира гранатомётной группы в 4-й гранатомётной роте.
За боевые заслуги в 1982 году Дюсекеев был награждён Орденом Красной Звезды.
С 1983 года по 1989 год — командир парашютно-десантной роты, начальник штаба а после и командир парашютно-десантного батальона в 57-й отдельной десантно-штурмовой бригаде в н.п. Актогай Семипалатинской области Казахской ССР.
В 1993 году — окончил Военную академию имени Фрунзе.
С середины 1993 года по начало 1996 года — Заместитель командира 35-й отдельной гвардейской десантно-штурмовой бригады по боевой подготовке.
В 1994 году Дюсекееву присвоено воинское звание полковник.
С начала 1996 года — Командир 35-й отдельной гвардейской десантно-штурмовой бригады
В период с 1998 года по 2001 год — Начальник штаба — 1-й заместитель Начальника Управления мобильных сил и специальных операций (с 6 июля 2000 года — Мобильные силы, с 12 ноября 2003 года — Аэромобильные войска).
В 1999 году — окончил Военную академию Генерального штаба Вооруженных Сил Российской Федерации.
В период с 2001 года по 2007 год — исполнял обязанности начальника штаба Регионального Командования «Восток», а после начальника штаба Регионального Командования «Юг».
В сентябре 2007 года Дюсекеев назначен на должность начальника департамента организационно-мобилизационной работы Министерства обороны РК.
7 мая 2008 года Указом Президента Республики Казахстан Дюсекееву Мукану присвоено воинское звание генерал-майор.
В 2009 году и по настоящее время — Заместитель председателя Комитета начальников штабов Министерства обороны Республики Казахстан
В 2010 году генерал-майор Дюсекеев за вклад в обеспечение обороноспособности страны награждён Орденом «Данк» II степени.
В 2018 году вышел в отставку.

## Награды
- Орден «За службу Родине в Вооружённых Силах СССР» III степени
- Орден Красной Звезды
- Орден «Данк» II степени